# Gene Ammons
Eugene Jug Gene Ammons (14. april 1925 i Chicago, USA – 23. juli 1974) var en amerikansk tenorsaxofonist.
Ammons der er søn af boogie-woogie pianisten Albert Ammons, kom frem i Woody Herman og Billy Eckstine´s orkestre i henholdsvis 1944 og 1949.
Han var inspireret af Lester Young, Ben Webster og senere Charlie Parker, men skabte en sin egen personlige stil som senere skulle influere Dexter Gordon og John Coltrane.
Ammons indspillede fra (1952-1974) en lang række plader i sit eget navn på pladeselskaberne Savoy, Prestige og Verve. 